# 瑸珈·图帕迈基
瑸珈·图帕迈基（芬蘭語：Binga Tupamäki，1998年10月2日—）是芬兰民族联合党的从政人物。她自2017年起为考尼艾寧市议会议员，2023年11月当选为民族联合党青年联盟2024-2025届的主席。

## 生平及职业
图帕迈基出生于中国四川省，两岁时被领养至芬兰。其父亲奥拉维·图帕迈基在1970至1975年间为芬兰乡村党和芬兰民族团结党的芬兰议会议员。
图帕迈基就读于赫尔辛基法国-芬兰学校，2017年从那里高中毕业。她曾在伦敦国王学院学习哲学，但返回芬兰继续学习法律。2022年在赫尔辛基大学就读三年后取得法律硕士学位，论文主题为马克思列宁主义和法治国之间的关系。
2017年图帕迈基当选为考尼艾寧市议会议员。她曾担任过考尼艾宁的监察委员会的主席。她在2017年及2022年当选为民族联合党青年联盟的主席团成员。2021年时她担任民族联合党新地区的副主席。
2023年11月图帕迈基以420-297的票数当选为民族联合党青年联盟2024-2025届的主席。